# El Guaricho
El Guaricho är en ort i Mexiko.   Den ligger i kommunen Salamanca och delstaten Guanajuato, i den centrala delen av landet, 260 km nordväst om huvudstaden Mexico City. El Guaricho ligger 1 874 meter över havet och antalet invånare är 168.
Terrängen runt El Guaricho är kuperad åt sydost, men åt nordväst är den platt. Runt El Guaricho är det tätbefolkat, med 257 invånare per kvadratkilometer. Närmaste större samhälle är Irapuato, 18,6 km väster om El Guaricho. Omgivningarna runt El Guaricho är en mosaik av jordbruksmark och naturlig växtlighet.